# Jean Le Breton
Jean Le Breton (mort à Paris en avril 1607) est un prêtre parisien qui fut archevêque de Bordeaux non confirmé de 1592 à 1599.

## Biographie
Jean Le Breton est un simple prêtre du diocèse de Paris qui est nommé le 1er janvier 1592 par Henri IV archevêque de Bordeaux. Il n'obtient jamais ses bulles pontificales  de confirmation et doit se contenter après l'abjuration du roi en 1594 d'une charge de conseiller et d'aumônier. Il doit renoncer en 1599 à l'archidiocèse qu'il n'a finalement jamais obtenu. Il est désigné comme abbé de Grestain au diocèse de Bayeux le 24 juin 1600 mais il n'obtient finalement que la commende de l'abbaye de la Bénisson-Dieu de Boulogne-sur-Gesse, ou de Nizors, dans le diocèse de Comminges. Il meurt à Paris en avril 1607.